# أنيتا أندرياسن
أنيتا أندرياسن (بالنرويجية: Anita Andreassen Hedmann)‏ (و. 1960  م) هي سائقة زلاجة، ومتزحلقة، ودراجة نرويجية.

## سباقات أو مراحل فاز بها
| التاريخ       | السباق                                                   | المركز        |
| ------------- | -------------------------------------------------------- | ------------- |
| 01 يناير 1979 | سباق الطريق للسيدات في بطولة النرويج لسباق الدراجات 1979 | المركز الثالث |

## جوائز
حصلت على جوائز منها:
- Egebergs Ærespris [الإنجليزية]‏ (1996).